# Данилюк Іван Васильович
Данилю́к Івáн Васи́льович (нар. 6 липня 1969, с. Княже, Снятинський район) — український психолог, член-кореспондент Національної академії педагогічних наук України, доктор психологічних наук, професор, декан факультету психології Київського національного університету імені Тараса Шевченка.

## Нагороди
- Подяка Голови Київської міської державної адміністрації (1997) — «За вагомий особистий внесок у створення духовних і матеріальних цінностей та досягнення високої майстерності у професійній діяльності».
- Почесна грамота Кабінету Міністрів України (2006) — «За плідну науково-педагогічну діяльність та сумлінну працю».

- Почесне звання "Заслужений працівник освіти України" (2016).
- Нагрудний знак Національної академії педагогічних наук України «Ушинський К. Д.» (2017).
- Нагрудний знак Національної академії педагогічних наук України «Григорій Сковорода» (2020).
- Подяка Міністерства освіти і науки України (2019) — «За високий професіоналізм, ефективне сприяння формуванню та забезпеченню реалізації державної політики у сфері освіти і науки та участь у розробленні стандартів вищої освіти на компетентнісній  основі».

## Звинувачення у плагіаті
У 2022 році був звинувачений у плагіаті. Одна із наукових публікацій, де Данилюк зазначений першим автором, виявилася перекладеною на англійську мову дипломною роботою колишнього студента Київського національного університету імені Тараса Шевченка. Рівень текстових збігів у обох роботах склав 76%, а числових — 100%. За підсумками проведеного розслідування спеціально створеною комісією університету на чолі з  доктором фізико-математичних наук, членом-кореспондентом НАН України О. К. Колежуком факт плагіату підтвердився. Проте стаття відкликана не була; жоден автор статті притягнений до відповідальності теж не був .